# Elysium (film)
Pour l’article homonyme, voir Elysium.
Ne doit pas être confondu avec Elyseum.
Pour plus de détails, voir Fiche technique et Distribution.
Elysium est un film de science-fiction américain écrit et réalisé par Neill Blomkamp et sorti en 2013. Ce film met en vedette Matt Damon, Jodie Foster et William Fichtner.
Au XXIIe siècle, la population humaine riche vit désormais dans une station spatiale baptisée Elysium. Un ouvrier qui a été gravement irradié apprend qu'il ne lui reste plus que quelques jours à vivre. Il met à profit ce court laps de temps pour tenter de se rendre sur Elysium, car des cabines médicales y ont été installées, permettant la guérison de toutes les maladies recensées.

## Synopsis
XXIIe siècle. La Terre est rongée par la maladie, la pollution et la surpopulation ; la violence est omniprésente. La fraction la plus riche de la population s'est réfugiée au sein d'une station orbitale, Elysium, où se trouvent des medbox, cabines médicales permettant une régénération instantanée des cellules du corps. Max, un orphelin, rencontre dans une institution la jeune Frey et lui promet qu'un jour tous deux iront s'établir sur la station. Afin de réunir l'argent nécessaire, Max entame une carrière de délinquant.
2154. Vivant à Los Angeles transformée en gigantesque favela, Max, devenu adulte, n'a pas oublié son rêve et tente d'économiser assez d'argent pour s'offrir un billet sur une navette clandestine à destination de la station.
Un jour, trois navettes non répertoriées transportant des Terriens malades décollent de la Terre et s'approchent d'Elysium. Passant outre à la loi, la secrétaire à la Défense Delacourt contacte un de ses exécutants terrestres, Kruger, et lui ordonne de détruire les navettes. Ce dernier se rend à sa planque, s'arme d'un lance-missiles et fait feu sur les trois navettes, dont deux explosent dans l'espace, la troisième n'échappant au missile que grâce à l'habileté de son pilote. La navette se pose sur Elysium et ses occupants se ruent dans les villas environnantes pour y trouver des medbox, mais tous finissent par être capturés. Ils sont réunis dans un vaste hangar avec bien d'autres en attendant d'être ramenés sur Terre.
Travaillant dans une usine de fabrication de droïdes, Armadyne, Max, en allant travailler, fait une plaisanterie à des robots-policiers qui n'apprécient pas et lui cassent un bras. À l'hôpital, il se fait soigner par Frey, devenue infirmière. En rentrant chez lui, Max rencontre son ami Julio, qui vante son passé légendaire de délinquant et lui propose de participer à un vol de voitures, mais Max a tiré un trait sur cette vie-là.
Le lendemain, Delacourt doit répondre de ses actes devant une commission dirigée par le président Patel. Ce dernier, qui n'approuve pas du tout ses méthodes, menace de la démettre de ses fonctions au prochain incident. Kruger, quant à lui, est révoqué. Delacourt s'adresse alors en secret au milliardaire John Carlyle, le concepteur du système d'exploitation d'Elysium (et PDG d'Armadyne) afin qu'il truque son programme pour être désignée présidente aux élections suivantes. Se voyant promettre un contrat de deux cents ans sans autre condition, ce dernier accepte.
Pendant ce temps, Max est gravement irradié à la suite d'un accident à son travail. Se sachant condamné à brève échéance, il rencontre Spider, l'homme qui gère les vols clandestins vers Elysium et lui offre ses services en échange d'un accès à la station pour s'y soigner. Spider lui confie l'enlèvement d'un riche élyséen pour pirater ses données bancaires (Max choisira Carlyle, pour se venger de l'avoir vu le mépriser après son accident) et l'équipe d'un réseau neural externe relié à un exosquelette afin de pallier son affaiblissement musculaire prononcé.
À l'aide de quelques hommes fournis par Spider, Max abat la navette personnelle de Carlyle, qui se rendait sur Elysium avec le nouveau programme, mais Carlyle est mortellement blessé dans l'affrontement entre ses droïdes de sécurité et l'équipe de Max. Celui-ci parvient tout de même à copier ses données cérébrales en intégrant sans le savoir le programme destiné à prendre le contrôle d'Elysium que Carlyle, prudent, a auparavant crypté avec un programme de protection létal pour le porteur des données. Sur Elysium, Delacourt, qui a appris qu'il s'agissait d'un piratage de données et craignait que le programme ne lui échappe, réactive secrètement Kruger et deux de ses agents. Ce dernier ne tarde pas à se rendre sur les lieux de l'attaque et provoque la mort de l'équipe de Max, dont son ami Julio, qui participait à l'expédition.
Blessé par Kruger qui le poursuit sans relâche, Max trouve refuge dans la maison de Frey qui le supplie d'emmener sa fille, mourante d'une leucémie. Max est contraint de refuser car il est lui-même en danger de mort et ne veut pas lui faire courir de risques. Max se rend peu après chez Spider, qui lui apprend que l'espace aérien de Los Angeles est verrouillé depuis l'attaque, aucune navette ne peut plus décoller. Max lui livre les données, mais Spider se rend compte que le cryptage n'est pas anodin. Il s'agit d'une mise à jour de l'ordinateur central d'Elysium, et Max a le pouvoir de faire de chaque Terrien un habitant de la station.
Pendant ce temps, Kruger, toujours à la recherche de Max, capture Frey et sa fille, qu'il sait avoir hébergé Max. Voulant à tout prix rejoindre Elysium et contre l'avis de Spider, Max se livre en promettant les données à Kruger à condition qu'il les emporte à Elysium, puisque Kruger possède le seul vaisseau pouvant passer outre l'interdiction de vol. Pour davantage de sûreté, Max dégoupille une grenade avant d'entrer dans le vaisseau et menace de faire exploser sa tête, ce qui détruirait les données.
Alors que l'équipage de Kruger tente de le maîtriser peu avant l'arrivée sur la station, Max fait exploser sa grenade, qui arrache le visage de Kruger et provoque l'écrasement de la navette et la capture de Max. Frey s'enfuit avec sa fille et constate avec dépit que sans code, les medbox refusent de la soigner. Frey est reprise par un sbire de Kruger.
Une fois l'interdiction de vol levée, Spider s'introduit à Elysium. Les sbires de Kruger le sauvent grâce à une medbox. Max s'apprête à se faire extraire les données par des techniciens d'Elysium, mais se libère et les assomme. Delacourt est furieuse contre Kruger, qui n'a pas respecté son contrat, impliquant une certaine discrétion dans ses actions. Voulant devenir le prochain président d'Elysium grâce aux secrets enfouis dans la mémoire de Max, Kruger poignarde Delacourt à la gorge avant de la jeter dans la pièce où Frey est emprisonnée avec sa fille. Deux de ses sbires se lancent ensuite à la poursuite de Max en semant le chaos et la destruction sur leur passage. Avant de les rejoindre, Kruger se dote d'un exosquelette et ordonne à l'un de ses sbires de tuer Frey et sa fille. Alors que le sbire projette de violer Frey, Max le tue, en plus de celui qui vient l'aider. Il envoie son amie rechercher une nouvelle medbox et lui jure de la retrouver une fois qu'il aura pris le contrôle de la station.
En chemin, Max est rejoint par Spider. Ils sont interceptés par Kruger qui manque de tuer Max. Ce dernier arrive à tuer son adversaire après un long duel avant de s'enfermer avec Spider dans la pièce où se tient l'ordinateur central d'Elysium. Spider connecte Max mais il se rend compte que le transfert des données tuera son ami à cause du programme de protection . Aucune medbox ne pourra soigner les dégâts faits à son cerveau. Après un dernier contact radio avec Frey, Max déclenche la mise à jour et meurt.
Les services de sécurité ouvrent finalement la porte mais la station entière est réinitialisée, et tous les humains sont désormais considérés comme étant des citoyens d'Elysium, faisant que les robots de sécurité refusent d'arrêter Spider. Frey voit avec joie la medbox accepter de soigner sa fille pendant que des flottes de navettes médicales s'envolent vers la Terre pour aller soigner la population.

## Fiche technique
Sauf indication contraire, les informations mentionnées dans cette section peuvent être confirmées par les bases de données cinématographiques IMDb et Allociné,  présentes dans la section « Liens externes ».
- Titre original et français : Elysium
- Réalisation et scénario : Neill Blomkamp
- Musique : Ryan Amon
- Direction artistique : Philip Ivey
- Décors : Don Macaulay
- Costumes : April Ferry
- Photographie : Trent Opaloch
- Son : Craig Berkey
- Montage : Julian Clarke et Lee Smith
- Production : Neill Blomkamp, Bill Block et Simon Kinberg
- Sociétés de production : Alphacore, Media Rights Capital et QED International
- Société de distribution : TriStar
- Budget : 100 millions de dollars[réf. nécessaire]
- Pays de production :  États-Unis
- Langues originales : anglais, avec quelques dialogues en espagnol, français, afrikaans, ukrainien
- Format : couleur
- Genre : science-fiction
- Durée : 105 minutes
- Dates de sortie : 
  - États-Unis, Québec : 9 août 2013
  - Belgique, France : 14 août 2013
  - Suisse : 22 août 2013

## Distribution
- Matt Damon (VF : Damien Boisseau) : Max Da Costa
- Jodie Foster (VF : Hélène Babu) : la secrétaire à la Défense Jessica Delacourt
- Sharlto Copley (VF : Dominique Collignon-Maurin) : Kruger
- William Fichtner (VF : Dominique Guillo) : John Carlyle, le président d'Armadyne
- Alice Braga (VF : Daniela Labbé Cabrera) : Frey
- Diego Luna (VF : Benjamin Penamaria) : Julio
- Brandon Auret (en) (VF : Loïc Houdré) : Drake
- Carly Pope : agent de la CCB[Note 1]
- Michael Shanks : agent de la CCB
- Christina Cox : agent de la CCB
- Faran Tahir : le président Patel
- Johnny Cicco : Vincente
- Adrian Holmes (en) (VF : Asto Montcho) : Manuel
- Ona Grauer : agent de la CCB
- Wagner Moura (VF : Boris Rehlinger) : Spider
- Terry Chen : technicien
- Jose Pablo Cantillo (VF : Diouc Koma) : Sandro
- Valentina Giron : Frey Jeune
- Maxwell Perry Cotton : Max jeune
- Emma Tremblay : Matilda, fille de Frey

Source et légende : version française (VF) sur AlloDoublage

## Production

### Développement
En janvier 2011, la société de production indépendante Media Rights Capital rencontre les plus grands studios pour présenter les storyboards du film, faits par Neill Blomkamp. Sony Pictures acquiert immédiatement le projet.
Neill Blomkamp déclare dans une entrevue au Comic-Con que le budget du film serait de 90 millions de dollars. Une somme considérable par rapport à son premier film à succès District 9 (2009) valant 35 millions de dollars pour encaisser environ 211 millions de dollars dans le monde entier.

### Attribution des rôles
Le rôle est initialement proposé au rappeur sud-africain Watkin Tudor Jones, très grand fan de District 9, mais qui ne se sent pas capable de porter sur ses épaules un tel projet. Il est ensuite proposé à Eminem, mais le rappeur américain demande que le film soit tourné dans sa ville de Détroit. Matt Damon sera finalement choisi.

### Tournage
Le tournage débute à Vancouver au Canada, en juillet 2011, avant que l'équipe de la production s'envole pour le Mexique.

## Accueil

### Promotion
La première bande-annonce survient en juillet 2011 représentant une fausse publicité et la deuxième, en novembre de la même année, montre une vidéo utilisant la technique de la caméra à l'épaule dévoilant une bête singulière abandonnée sur la route.

### Critique
Sur l'agrégateur américain Rotten Tomatoes, le film récolte 65 % d'opinions favorables pour 252 critiques. Sur Metacritic, il obtient une note moyenne de 61⁄100 pour 47 critiques.
En France, le film obtient une note moyenne de 2,7⁄5 sur le site Allociné, qui recense vingt titres de presse.
Selon Cinema Teaser, « il s'agit avant tout d'un film dense, confiant en l'intelligence de son public ». En effet, « Blomkamp a la malice de faire de son troisième acte un exemple d'ambiguïté, poussant le spectateur à réfléchir sur ce qu'il vient de voir. Sans trop en révéler : les événements concluant Elysium s'affirment-ils en fugace note d'espoir ou en cache-misère digne d'un certain paternalisme colonialiste ? Blomkamp laisse la réponse à tout un chacun ».
Laurent Dandrieu, critique cinéma à Valeurs Actuelles, trouve le film « décevant » et reposant « sur l'idée démente qu'il suffirait d'appuyer sur un bouton pour que tout le monde soit riche et heureux, ce que seule la malignité des méchants empêche ».
Dans Le Figaro Magazine, Valérie Lejeune note : « Esthétique en diable, bourré d'effets spéciaux et de bonnes intentions, mais aussi de violence, Elysium se laisse voir sans déplaisir ».
Dans Critikat, Matthieu Santelli déplore : « ça faisait longtemps qu'on n’avait pas vu un blockbuster aussi catastrophiquement raté ».

### Box-office
Elysium est sorti le 14 août 2013 et a rapporté 29 807 393 $ lors de sa première fin de semaine d'exploitation aux États-Unis.
| Pays ou région       | Box-office        | Date d'arrêt du box-office | Nombre de semaines |
| -------------------- | ----------------- | -------------------------- | ------------------ |
| États-Unis et Canada | 93 050 117 $      | 18 octobre 2013            | 9                  |
| France               | 1 517 597 entrées | 18 octobre 2013            | 7                  |
| Monde                | 286 140 700 $     | 1er décembre 2013          | -                  |

Le film récolte 11 088 228 $ le jour de sa sortie aux États-Unis, en se classant numéro un. Au 18 août 2013, il remporte 55 914 000 $ au box-office national et 37 700 000 $ internationalement pour un total mondial de 93 614 000 $.
En France, il gagne la première place avec 608 085 entrées en une semaine, qui fait descendre Insaisissables (Now You See Me) de Louis Leterrier à la troisième place avec plus de deux millions d'entrées depuis trois semaines ; derrière lui se trouve Percy Jackson : La Mer des monstres (Percy Jackson and the Olympians: The Sea Monsters) de Thor Freudenthal qui a su attirer 549 325 spectateurs.

## Distinction
- Le film est nommé aux Satellite Awards 2013 pour la « catégorie Meilleur son ».

## Anecdote
Sharlto Copley étant de nationalité sud-africaine, le drapeau de son pays est nettement visible sur le flanc de la navette de Kruger.